# Gare d'Anché - Voulon
La gare d'Anché - Voulon est une halte ferroviaire française de la ligne de Paris-Austerlitz à Bordeaux-Saint-Jean, située sur le territoire de la commune d'Anché, à proximité de Voulon, dans le département de la Vienne, en région Nouvelle-Aquitaine.
Elle est mise en service en 1853. C'est une halte de la Société nationale des chemins de fer français (SNCF), desservie par des trains TER Nouvelle-Aquitaine.

## Situation ferroviaire
Établie à 110 mètres d'altitude, la gare d'Anché - Voulon est située au point kilométrique (PK) 365,174 de la ligne de Paris-Austerlitz à Bordeaux-Saint-Jean, entre les gares ouvertes de Vivonne et d'Épanvilliers. En direction d'Épanvilliers, s'intercale la gare fermée de Couhé-Vérac.

## Histoire
La gare est ouverte le 28 juillet 1853.
En 2023, selon les estimations de la SNCF, la fréquentation annuelle de la gare était de 18 386 voyageurs contre 9 770 voyageurs en 2019.

## Service des voyageurs

### Accueil
C'est une halte SNCF, point d'arrêt non géré (PANG) à accès libre équipé de deux quais avec un seul abri sur le quai vers Poitiers où l'accès est de plain-pied ; le quai vers Angoulême est accessible par un escalier à forte pente depuis la route départementale D 29.

### Desserte
Anché - Voulon est desservie par des trains du réseau TER Nouvelle-Aquitaine (ligne Poitiers - Angoulême). Certains sont prolongés jusqu’à Châtellerault.